# 가와사키촌 (오이타현)
가와사키촌(川崎村)은 오이타현 하야미군에 존재했던 촌이다. 현재의 히지정의 북부에 위치한다.

## 역사
- 1889년 4월 1일 - 정촌제 시행에 의해 하야미군 가와사키촌이 성립하였다. 당시의 인구는 1891년 기준으로 2019명이다.
- 1911년 7월 16일 - 일본국유철도 닛포 본선 히지역이 신설되었다.
- 1954년 3월 31일 - 도요오카정, 후지와라촌, 오가촌과 합병해 히지정이 성립하여, 동일 가와사키촌은 폐지되었다.

## 교통

### 철도
- 일본국유철도
  - 닛포 본선

### 도로
- 국도 제213호선

## 참고문헌
- 角川日本地名大辞典編纂委員会編『角川日本地名大辞典 44 大分県』角川書店、1980年1月